# 若林弘泰
若林 弘泰（わかばやし ひろやす 、1966年4月22日 - ）は、神奈川県茅ヶ崎市出身の元プロ野球選手（投手）、高校野球指導者。右投右打。
東海大学菅生高等学校社会科教諭・硬式野球部監督。

## 来歴

### プロ入り前
茅ヶ崎市出身で幼い頃に横浜市南区に転居。横浜市立永田台小学校3年生の時に「永田オックス」で野球を始める。投手や捕手として活躍し、区大会で準優勝の成績を納めた事もあった。横浜市立永田中学校卒業後は、当時東海大相模高の中心選手として活躍していた原辰徳に憧れ、そのまま東海大相模高に進学、大学は東海大に進学。大学2年生当時の1986年、首都春季リーグにて防御率0.00で最優秀投手獲得。しかしこの後肘を手術し、大学3年生の時は活躍出来なかった。首都大学リーグ通算30試合登板し14勝4敗、防御率1.78。日立製作所を経て、1991年のドラフト4位で中日に指名され入団。

### プロ入り後
プロ入り後、大学生時代に肘の手術を受けた影響で右肩痛に悩まされ最初の3年間を棒に振る。1995年に中継ぎ投手として17試合に登板したが防御率8点台と打ち込まれ、さらに故障が癒えた時はすでに30歳だったことから若手への世代交代が進み出番はなくなっていた。1997年、現役を引退。

### 高校野球指導者時代
引退後、中日時代の指揮官だった星野仙一の助言も受ける形で、5年間佐川急便などに勤務。その後、同じ地元の先輩が岐阜県の高校野球部の監督をしていることを知り、以前思っていたアマチュア指導者の思いを再び意識するようになる。
37歳の時、2年間名城大学に在学して教員免許を取得し、2007年に自身の母校の系列校でもある東海大学菅生高校に社会科教諭として着任、2009年4月に同校の野球部監督に就任。監督就任当初は都大会においても早い段階で都立高校に敗退するなどしていた。徐々に力を付け、2014年秋に秋季東京都高等学校野球大会で監督就任後初優勝、2015年春の選抜大会は勝俣翔貴らを擁し、監督就任後初の甲子園大会出場となった。西東京地区は日大三高や早稲田実業、八王子学園八王子高校、國學院久我山高校など全国レベルの強豪校が多数立地しているため、2014年夏から3年連続で西東京大会準優勝が続いたが、2017年夏に清宮幸太郎擁する早稲田実業を決勝で下し17年ぶりに西東京大会優勝を果たした。その後の甲子園大会では同校史上最高となるベスト4に導き、秋の愛媛国体にも出場した。
その後、2021年春の選抜大会に出場。自身としては2回目、学校としては4回目の出場で選抜大会での初勝利を上げ、ベスト8まで進んだ。同年夏は西東京大会を勝ち抜き、甲子園大会に出場。春夏連続の甲子園大会出場となった。1回戦で過去の選抜大会で敗れた大阪桐蔭高校と対戦するが降雨コールドゲームにより、敗退となった。
2022年秋には秋季東京大会で優勝し、来春の選抜大会への出場をほぼ確実なものにしていたが、同年の夏頃より、1年生部員1名に対してノックバットのグリップエンドで殴りつけるなど暴力行為を働き、9月には問題が表面化。2022年末までに被害部員が退部・転学し、2023年1月時点で若林が謹慎していることが判明した。これらの事実は被害部員の保護者が12月26日に東京都高野連へ電話で情報提供したことで発覚したものだった
。日本学生野球協会は2023年1月20日に緊急審査室会議を開催し、部内体罰と報告義務違反により、2022年12月5日から2023年4月4日までの4か月間の謹慎の処分を決定した。調査の結果、ほか2名の部員に対しても体罰を行っていたことが判明している。
高野連の処分を受け、学校側は2023年1月26日に、部長の宮原上総とともに解任を決定した。後任監督は2016年からコーチを務めていた上田崇が昇格し、部長は2020年まで務めていた田中聡が復帰することになった。また学校側は若林については停職6月の懲戒処分とした。解任翌日の同年1月27日に野球部は上田による新体制の下、2023年春の選抜出場を決めた。
同年4月7日、警視庁福生警察署は若林を暴行容疑で東京地方検察庁立川支部に書類送検した。5月17日付で東京地方検察庁立川支部は若林を不起訴処分にした。そして、6月から顧問として東海大学菅生高校野球部の指導現場に復帰した。秋からの監督復帰を前提に、若林とともに部長を解任されていた宮原が7月14日から監督に就任し、夏の西東京大会後からは宮原に代わって若林が監督に復帰した。

## 人物
社会科教員であるとともに歴史の本を読むことが好きである。特に幕末の長州藩藩士の高杉晋作の「おもしろきこともなき世をおもしろく」が心に残っているとしている。
座右の銘としては「すべてはやる気。やる気さえあれば不可能はない」。

## 詳細情報

### 年度別投手成績
| 年 度    | 球 団    | 登 板 | 先 発 | 完 投 | 完 封 | 無 四 球 | 勝 利 | 敗 戦 | セ 丨 ブ | ホ 丨 ル ド | 勝 率 | 打 者 | 投 球 回 | 被 安 打 | 被 本 塁 打 | 与 四 球 | 敬 遠 | 与 死 球 | 奪 三 振 | 暴 投 | ボ 丨 ク | 失 点 | 自 責 点 | 防 御 率 | W H I P |
| -------- | -------- | ----- | ----- | ----- | ----- | -------- | ----- | ----- | -------- | ----------- | ----- | ----- | -------- | -------- | ----------- | -------- | ----- | -------- | -------- | ----- | -------- | ----- | -------- | -------- | ------- |
| 1995     | 中日     | 17    | 0     | 0     | 0     | 0        | 1     | 1     | 0        | --          | .500  | 106   | 20.1     | 32       | 3           | 13       | 0     | 2        | 9        | 1     | 0        | 22    | 20       | 8.85     | 2.21    |
| 通算:1年 | 通算:1年 | 17    | 0     | 0     | 0     | 0        | 1     | 1     | 0        | --          | .500  | 106   | 20.1     | 32       | 3           | 13       | 0     | 2        | 9        | 1     | 0        | 22    | 20       | 8.85     | 2.21    |

### 記録
- 初登板：1995年5月13日、対阪神タイガース6回戦（ナゴヤ球場）、3回表2死より3番手として救援登板、1/3回無失点
- 初勝利：1995年8月10日、対読売ジャイアンツ20回戦（東京ドーム）、8回裏2死より4番手として救援登板、1回1/3無失点

### 背番号
- 35 （1992年 - 1996年）
- 59 （1997年）

## 甲子園での成績
- 通算：4回　5勝4敗
- 春：2回（2015年、2021年）2勝2敗

第87回選抜高等学校野球大会（2015年）
1回戦　対大阪桐蔭　0対8●
第93回選抜高等学校野球大会（2021年）
1回戦　対聖カタリナ　4対3○
2回戦　対京都国際　5対4○
準々決勝　対中京大中京　0対6●
- 夏：2回（2017年、2021年）3勝2敗

第99回全国高等学校野球選手権大会（2017年）　
2回戦　対高岡商業　11対1○　
3回戦　対青森山田　9対1○
準々決勝　対三本松　9対1○　
準決勝　対花咲徳栄　6対9●
第103回全国高等学校野球選手権大会（2021年）　
1回戦　対大阪桐蔭　4対7●（８回表降雨コールド）

## 著書
- 『叱って伸ばす』（2021年3月、竹書房）
- 『高校野球“プロ魂” 教育と結果を球児と共有する元中日投手の監督論』（2021年7月、ベースボール・マガジン社）

## 主な教え子
- 鈴木昂平（内野手、オリックス・バファローズ　2015年ドラフト7位）
- 南要輔（内野手、東北楽天ゴールデンイーグルス　2016年育成選手ドラフト2位）
- 髙橋優貴（投手、読売ジャイアンツ　2018年ドラフト1位）
- 勝俣翔貴（内野手、オリックス・バファローズ　2019年ドラフト5位）
- 戸田懐生（投手、読売ジャイアンツ　2020年育成選手ドラフト7位） ※中退
- 田中幹也（内野手、中日ドラゴンズ　2022年ドラフト6位）
- 松本健吾（投手、東京ヤクルトスワローズ　2023年ドラフト2位）
- 日當直喜（投手、東北楽天ゴールデンイーグルス　2023年ドラフト3位)
- 川口冬弥（投手、福岡ソフトバンクホークス 2024年育成選手ドラフト6位)
- 梁培（外野手、北京タイガース）